# Abschiebungshafteinrichtung Eichstätt
Die Abschiebungshafteinrichtung Eichstätt (offiziell: Justizvollzugsanstalt Eichstätt – Einrichtung für Abschiebungshaft) ist eine Abschiebungshafteinrichtung in Eichstätt in Oberbayern. Bis 2017 war sie eine Justizvollzugsanstalt.

## Geschichte
1810 gab es in Eichstätt ein als Amtshaus und Hauptfronfeste bezeichnetes Gebäude. Es hatte 31 Arrestzellen und drei Verhörzimmer. 1891 wurde daraus ein königliches Gefängnis. 1900 wurde die Anstalt geschlossen. Das Gebäude wurde 1970 für ein Fernmeldeamt abgerissen. Der heutige Standort, zuvor eine Kaserne, ist das 1900 eröffnete ehemalige Landgerichtsgefängnis an der damaligen Freiwasserstraße, heute Weißenburger Straße. Am 29. Februar 2016 wurde die Justizvollzugsanstalt geschlossen.
Im Anschluss daran fand ein Umbau statt, um das Gebäude zukünftig als Abschiebungshafteinrichtung zu nutzen. Diese wurde am 12. Juni 2017 eröffnet. In ihr können 86 Männer und zehn Frauen untergebracht werden.
Gegen die Abschiebehaftanstalt regt sich Protest aus der Bevölkerung. Es wurde ein überparteiliches Aktionsbündnis gegen Abschiebehaft Eichstätt gegründet, das seit dem 14. Mai 2017 Demonstrationen gegen Abschiebungshaft organisiert.